# María Elena Moyano
María Elena Moyano Delgado, conocida popularmente como Madre Coraje (Lima, 29 de noviembre de 1958-Lima, 15 de febrero de 1992), fue una luchadora social y dirigente vecinal peruana. Durante la época del terrorismo en el país, se opuso a la organización terrorista Sendero Luminoso; en consecuencia, fue asesinada en Lima a los 33 años de edad por un comando de aniquilamiento de aquella agrupación. 
Es reconocida por su lucha contra la pobreza, por la defensa de los derechos humanos y los derechos de la mujer. En su honor, el GEIN bautizó una de sus operaciones contra Sendero Luminoso como Operación Moyano.

## Biografía

### Primeros años de vida
A inicios de la década de 1970, durante el Gobierno Revolucionario de la Fuerza Armada encabezado por el general Juan Velasco Alvarado, se produjo la migración masiva de habitantes de escasos recursos del resto del país al desierto de Pamplona. El entonces presidente de facto ordenó «una reubicación planificada», la que motivó el traslado de cientos de familias hacia el sur de la ciudad de Lima y la sucesiva formación de la Comunidad Urbana Autogestionaria de Villa El Salvador (CUAVES). Durante estos sucesos, María Elena Moyano inmigró junto con su madre y sus seis hermanos, separados ya del padre, a quienes habían desalojado y embargado los muebles por no haber podido pagar los alquileres.
Para estudiar, María Elena se trasladaba, muy temprano y en transporte público, hasta Surco, varios kilómetros al norte de Villa El Salvador, al colegio "Jorge Chávez". Junto a su hermana fueron elegidas para formar parte de la selección de voleibol de su escuela siendo necesario que regresen en las tardes a entrenar.

### Vida universitaria
A los quince años de edad, María Elena terminó sus estudios secundarios. Sus hermanos querían que ella y su hermana Martha estudiasen en la universidad. No obstante, María Elena lo rechazó al principio. Ella, junto con una compañera, quería ser oficinista y se matriculó junto con ella en un curso de técnica en oficina que ofrecía la Universidad de Lima, en una de sus actividades académicas de proyección social. La universidad, según Moyano, estaba reservada a su hermana, «la más estudiosa de la familia». Martha se presentó a la Universidad Nacional Mayor de San Marcos, pero no ingresó. Su hermano Carlos insistió en que postulasen a la Universidad Inca Garcilaso de la Vega. Las dos hermanas se presentaron; sin embargo, María Elena puso como condición a su madre y hermano que ella misma escogería su carrera, decisión que rechazó su madre. Ella quería que estudiase Derecho. María Elena decidió finalmente postular a Sociología, aunque ella aseguraba que no ingresaría pues no se había preparado en ninguna academia. Aun así realizó el examen y lo aprobó.
Entre 1973 y 1975, fue presidenta del grupo juvenil «Renovación» que estaba dedicado a la realización de actividades de canto y teatro y a difundir, mediante charlas y mesas redondas, las maneras cómo los jóvenes debían combatir la drogadicción y la incomprensión familiar. Luego de asistir a las clases de Materialismo Histórico y Materialismo Dialéctico, cursos que por entonces se enseñaba en casi todas las universidades del sistema, se cuestionaba a ella misma la razón del esfuerzo de los pobres por estudiar y conseguir trabajo, si no lo podían obtener.
Tiempo después, un grupo de jóvenes universitarios llegó a la Comunidad Autogestionaria de Villa El Salvador con el pretexto de divulgar su arte. Se involucraron en las actividades de «Renovación» donde estaba María Elena, hasta que crearon una escuela popular donde enseñaban los fundamentos ideológicos del marxismo, de la lucha de clases y de la doctrina maoísta. Como los demás integrantes de su grupo se inscribieron a dichas escuelas no le quedó a María Elena Moyano sino hacer lo mismo. Sin embargo Moyano se aferró a sus convicciones religiosas cristianas.

## Activismo y liderazgo
Destacó por su liderazgo en las actividades que realizaba, en especial en la fundación del club de madres Micaela Bastidas, el cual tenía como objetivo defender a las madres de la manipulación de Ofasa y otros organismos gubernamentales. En 1983, las mujeres de Villa El Salvador la nombraron como su delegada ante una convención, donde se iba a formar la Federación Mujeres, en donde salió elegida como subsecretaria de la organización de la Federación Popular de Mujeres de Villa El Salvador (Fepomuves). En 1984, ya militando en el Partido Unificado Mariateguista, fue designada presidenta de Fepomuves, reelegida nuevamente en 1988. Durante su gestión, esta federación (integrada en ese entonces por 105 presidentas de clubes de madres y 450 coordinadoras del Vaso de Leche), gracias al entonces alcalde Michel Azcueta, obtuvo la dirección del programa del Vaso de Leche (creado en 1985).
En 1989, fue elegida como teniente alcaldesa de la municipalidad distrital de Villa El Salvador, como integrante de la lista del movimiento político Izquierda Unida (IU), que encabezó Azcueta. Las discrepancias con el grupo armado maoísta Sendero Luminoso se acentuaron después de que este grupo difundiera unos volantes en donde acusaba a Moyano de apoderarse de dinero de unas donaciones realizadas por entidades en el extranjero. En septiembre de 1991, en un comunicado público, Moyano negó estas acusaciones.
En 1990, según el Los amigos de Villa, Moyano renuncia a la presidencia de la Fedepomuves. Debido a la oposición que esta organización planteaba contra Sendero Luminoso debido a su carácter antidemocrático y por su extrema violencia y brutalidad, los militantes senderistas inician una campaña de asesinatos, terror y de acusación por «traición a la causa popular» por colaborar con el gobierno y por su tinte reformista.

## Asesinato y legado
El 14 de febrero de 1992, Sendero Luminoso convocó un paro armado en todo el distrito y amenazó con asesinar a quienes estuvieran fuera de sus hogares. María Elena, junto a varias mujeres, salió a las calles de Villa El Salvador para desafiar el paro armado, siendo un fracaso y los militantes de esta organización buscaban venganza. Al día siguiente, Moyano se encontraba en una pollada organizada por el programa Vaso de Leche, ahí fue asesinada por un comando de aniquilamiento compuesto por 15 senderistas. Este ataque dejó huérfanos a sus hijos, de 10 y 8 años, respectivamente. Dentro del local, una mujer del comando le disparó en el pecho y la cabeza, para luego arrastrar su cuerpo y dinamitarlo con cinco kilos de explosivos en plena calle. Cuatro días de haber sepultado sus restos, los militantes dinamitaron su tumba. Su esposo e hijos tuvieron que buscar asilo político en España.

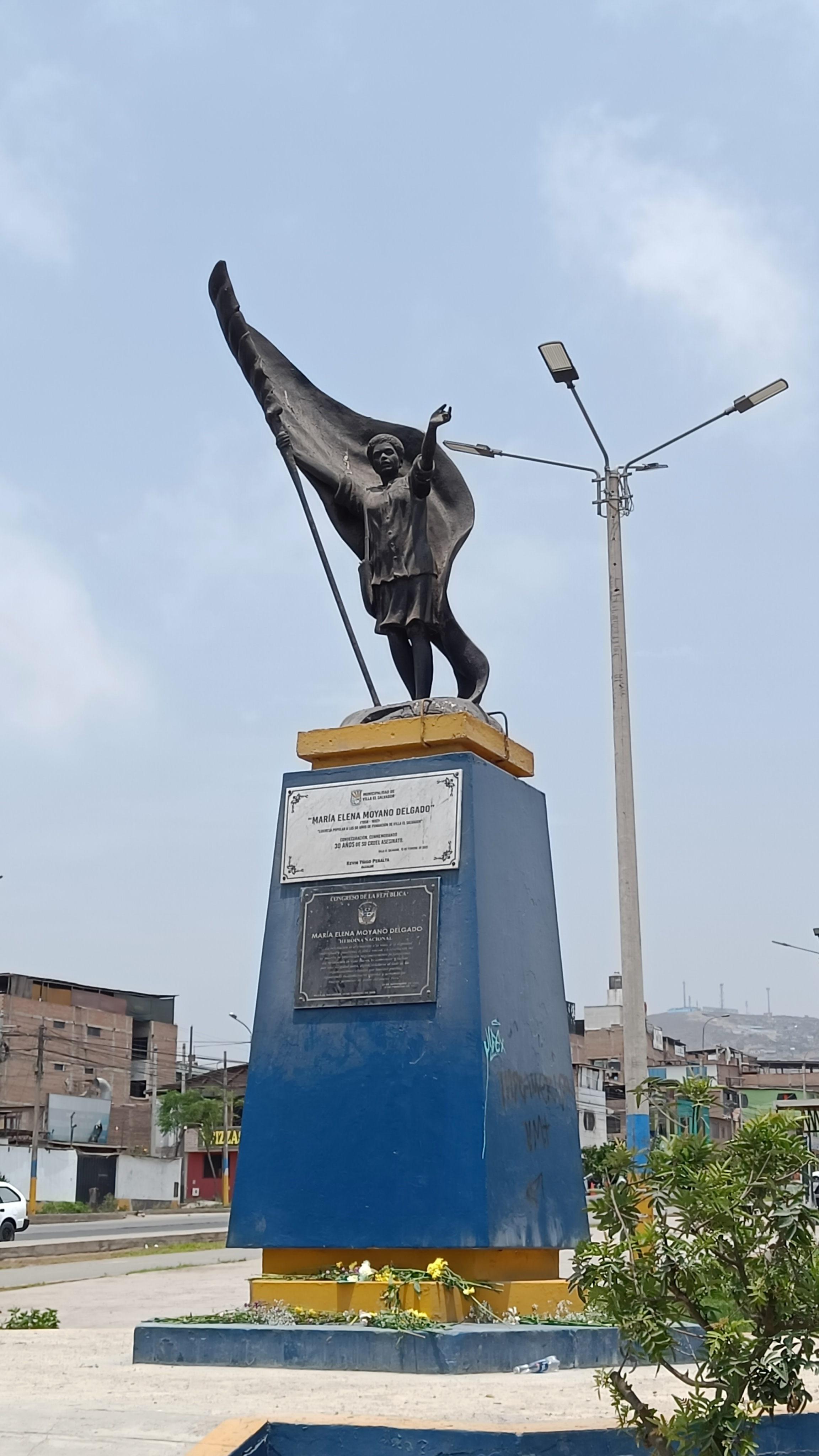
Monumento en homenaje a María Elena Moyano en el distrito de Villa El Salvador

Se estima que unas 300.000 personas asistieron al funeral de María Elena Moyano. Junto a la captura del líder de Sendero Luminoso, Abimael Guzmán, en septiembre de 1992, la indignación por el asesinato de Moyano es vista como un paso importante en la caída del apoyo al grupo.: 30  Presidente Pedro Pablo Kuczynski entregó póstumamente la Orden Peruana al Mérito por Servicios Distinguidos a Moyano. Fue aceptado por su madre en 2017.
La película Coraje se estrenó en 1998. Contaba una versión ficticia de la vida de Moyano. Amnistía Internacional publicó un informe sobre los derechos humanos en Perú en 1997 dedicado a la memoria de Moyano. El Centro de Estudios Latinoamericanos y Caribeños de la Universidad de Illinois en Urbana–Champaign creó el Fondo de Becas María Elena Moyano en 2017, con el fin de financiar a estudiantes de posgrado de habla hispana de América Latina.
El 6 de febrero de 2012 se propuso que cada 15 de febrero se conmemore el asesinato de Moyano como Día contra el Terrorismo.
El 15 de febrero de 2017, a 25 años de su asesinato, se inauguró la muestra itinerante María Elena Moyano: 25 años de afirmación a la vida.